# William Maw Egley

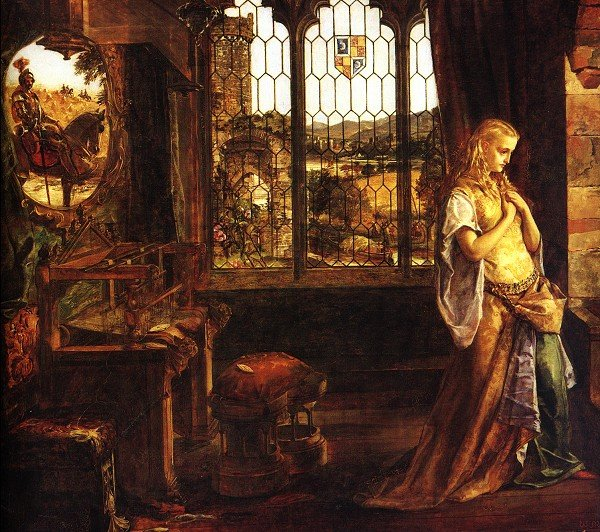
William Maw Egley: The Lady of Shalott

William Maw Egley (Londen, 1826 – 20 februari 1916) was een Engels kunstschilder.

## Leven en werk
Egley was de zoon van een miniatuurschilder en leerde het schildersvak van zijn vader. In zijn vroege werk koos hij vaak voor literaire onderwerpen (Prospero and Miranda, The Lady of Shalott), mede onder invloed van de romantiek en de prerafaëlieten. Ook schilderde hij portretten. Egley had veel oog voor details, speciaal ook voor kostuums, maar zijn techniek werd door de toenmalige kritiek vaak als ondermaats beschreven.
Egley werkte soms samen met William Powell Frith, die lid was van kunstenaarsgroepering The Clique. Frith zou hem sterk beïnvloeden en vanaf het einde van de negentiende eeuw zou Egley steeds vaker huiselijke scènes en taferelen uit de kindertijd gaan schilderen. Deze werken hebben een hoog "feelgood"-gehalte, soms met een vleugje humor. Een bekend voorbeeld is de Omnibus Life in London, dat zich momenteel bevindt in de Tate Gallery te Londen. Egley schilderde in zijn late periode ook vaak landschappen en stadsgezichten.

## Galerij

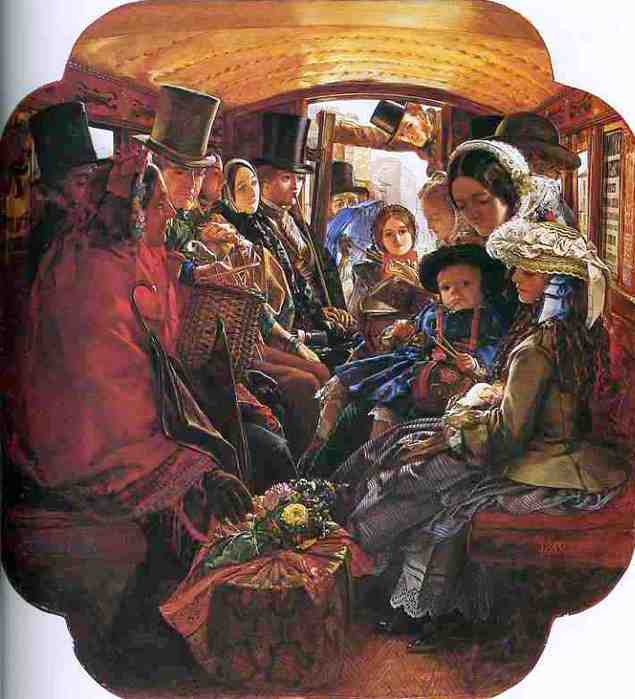
Omnibus Life in Londen
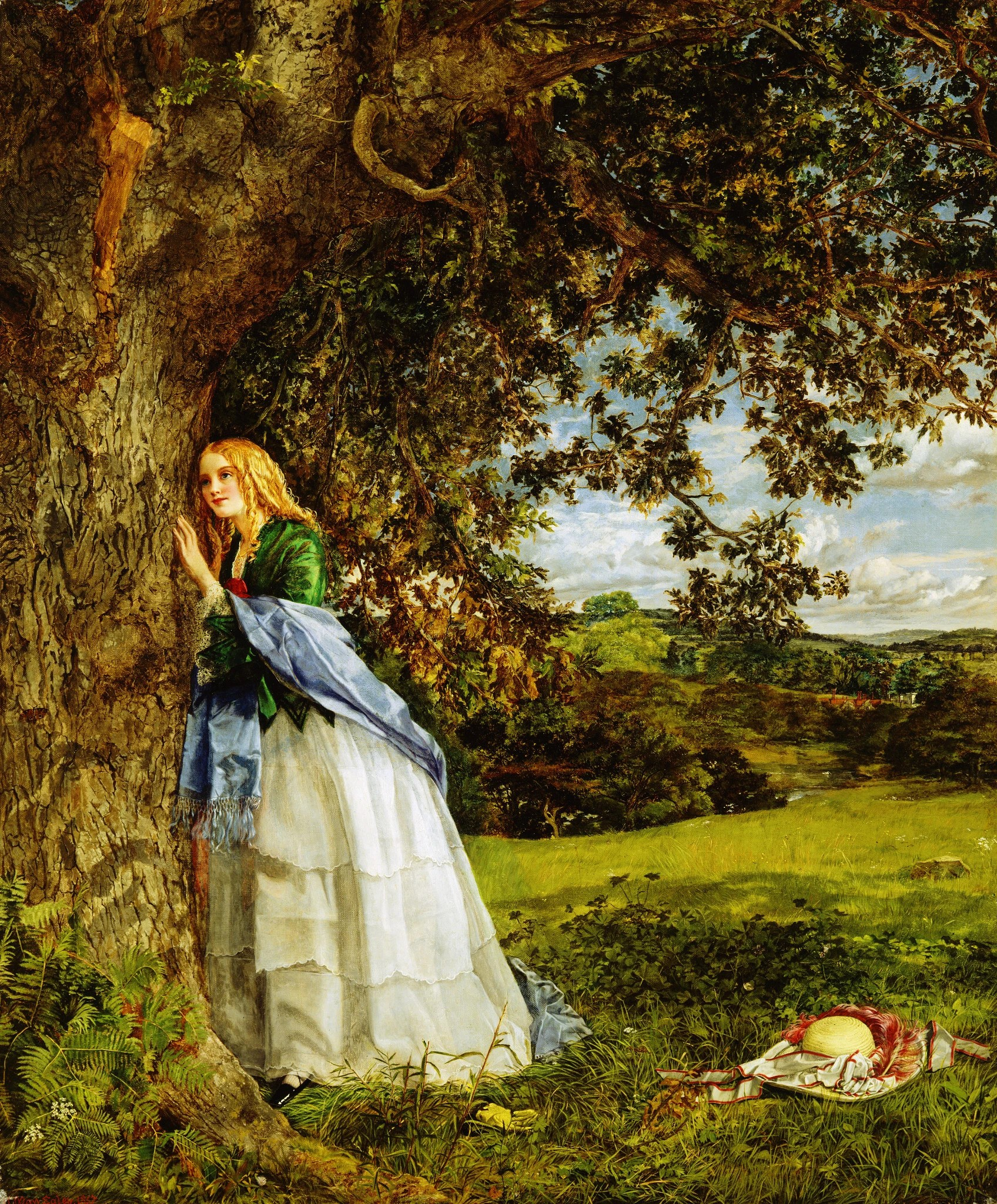
Talking Oak
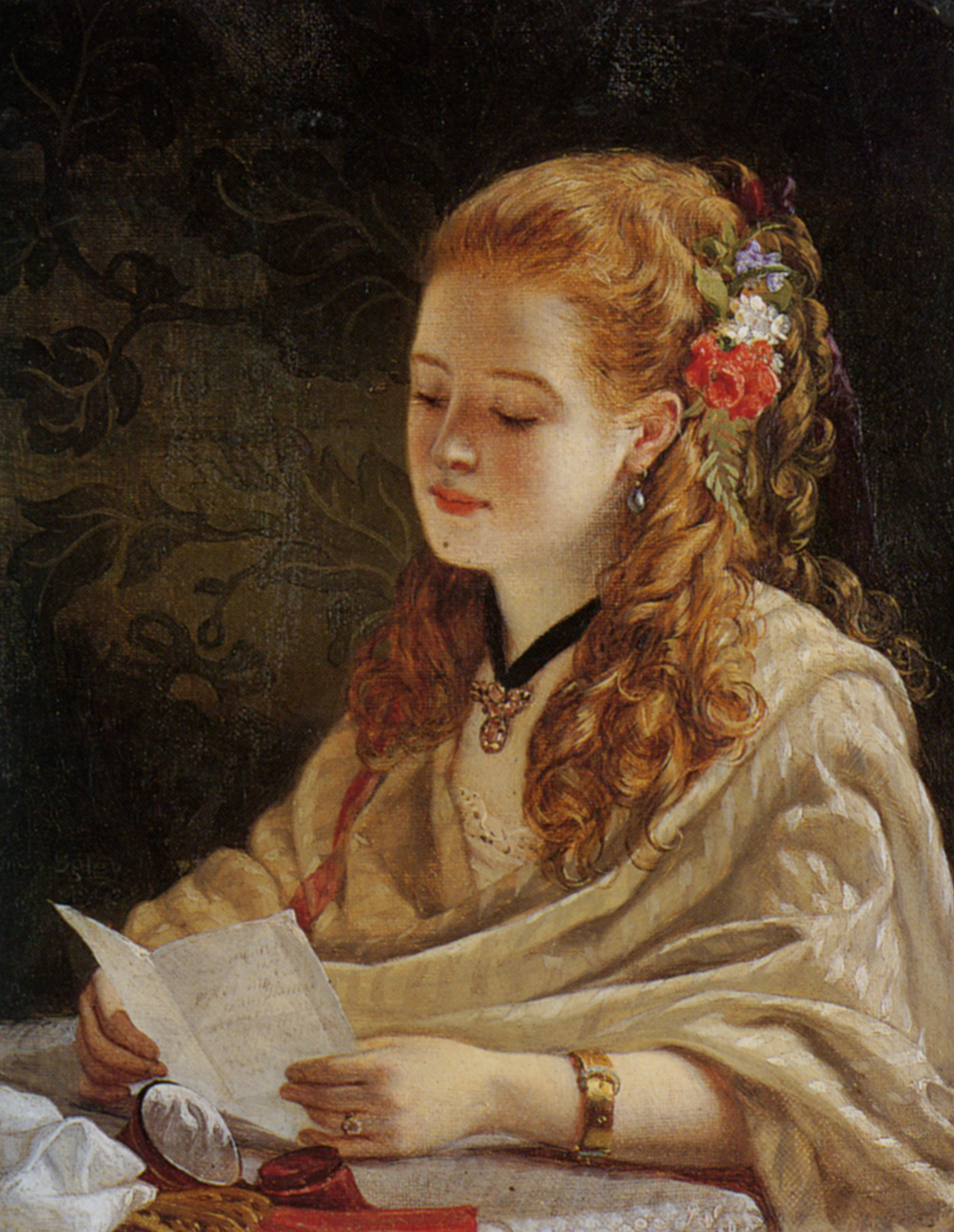
The Letter